# アクセル (電気機器)
株式会社アクセルは、LSIをはじめとする電気機器を開発・販売する日本の企業。
新日本製鐵（現日本製鉄）の半導体部門に在籍していた創業者らにより設立された、主にパチンコ・パチスロに組み込む、グラフィック・サウンドに関わるLSIの開発・販売に特化したファブレス企業。
パチンコ・パチスロ機のグラフィック・音源・電飾やギミック制御の機能を1チップに集約したLSI・AG6やメモリーモジュール等を開発・販売している。また、パチンコ・パチスロ機の販売台数が伸び悩み、リユース機も増加しパチンコ・パチスロ向けLSIの新規需要の大きな伸長が期待できない環境下、パチンコ・パチスロ以外の組み込み用途拡大、グラフィックLSI技術を利用したマイニングASICの開発・販売、機械学習/AI、ブロックチェーン、セキュリティ領域に向けたスタートアップ事業などを新規事業として行っている。

## 沿革
- 1996年2月 - 会社設立（当時の所在地は中野区）
- 2001年1月 - 本社を千代田区飯田橋に移転
- 2002年12月 - 日本証券業協会（現・ジャスダック）に株式を店頭登録
- 2006年5月 - 本社を現住所に移転
- 2008年11月 - 東京証券取引所二部に上場
- 2010年3月 - 東京証券取引所一部に指定替え
- 2010年4月 - サウンドLSIの特許権に絡み、ヤマハから訴えられる[1]
- 2012年6月 - 佐々木 譲が取締役会長、松浦 一教が代表取締役社長に就任
- 2014年1月 - ヤマハとの特許権侵害訴訟の和解成立[2]
- 2020年4月 - 創業者の佐々木 譲が死去[3]
- 2022年6月 - 松浦 一教が代表取締役会長、斉藤 昭宏が代表取締役社長に就任[4]